# Vito Coco
Vito Coco (Catania, 1723 – Catania, 10 agosto 1782) è stato uno storico, letterato e religioso italiano, figura di spicco nel panorama culturale e scientifico della Sicilia del XVIII secolo.

## Biografia
Nato a Catania nel 1723 in una famiglia di oneste origini, si distinse fin dalla giovinezza per le sue straordinarie doti intellettuali, che lo portarono a intraprendere una carriera accademica e religiosa. Intraprese gli studi teologici e si laureò presso l'Università di Catania, dove divenne rapidamente noto per la sua preparazione e la sua serietà. La sua eccellenza nei campi della teologia, della storia e della filologia gli valse la fiducia di Salvatore Ventimiglia, vescovo di Catania, che lo nominò suo teologo personale.
Nel 1753, per volere di Giovanni Riccioli, pubblicò una Esposizione del sagrosanto sacrifizio della messa, mentre nel 1776 diede alle stampe una vasta opera storica dal titolo Collectio monumentorum quae ad tuenda Ecclesiae Catanensis jura eruit ritus. Il suo impegno nella conservazione e nella valorizzazione delle memorie storiche catanesi lo portò a raccogliere, ordinare e pubblicare numerosi documenti e diplomi legati all’Università di Catania, culminando nel Codex Diplomatum Lycei Siculorum, un'importante opera di erudizione storica e giuridica.
Ebbe un ruolo centrale anche nella vita culturale dell'Università di Catania, dove, dopo la morte dell'abate benedettino Vito Maria Amico, succedette a lui come prefetto della biblioteca. In questo ruolo, contribuì notevolmente all’ampliamento e alla conservazione del patrimonio librario, favorendo l’acquisizione di numerosi testi rari e preziosi. Durante i suoi anni alla biblioteca, mostrò anche una grande attenzione verso i giovani studiosi, incoraggiandoli e supportandoli nel loro percorso intellettuale.
Oltre al suo impegno religioso e accademico, si dedicò alla scrittura di opere di carattere storico, liturgico e letterario. Lasciò numerosi manoscritti, tra cui un Carmen Latinum in memoria della morte dell'Imperatrice Maria Teresa d'Austria, e elegie in latino che riflettono una profonda tristezza e un amore per la cultura classica. Fu anche autore di un'importante critica e revisione della Sicilia Sacra di Rocco Pirri, con aggiunte e correzioni che dimostrano la sua vasta competenza nelle scienze ecclesiastiche e nella storiografia.
Il suo impegno nell'ambito della cultura catanese fu riconosciuto anche dal clero, che nel 1765 lo insignì del titolo di canonico della cattedrale di Sant'Agata, e da intellettuali contemporanei, che lo stimavano per la sua profondità di pensiero e per il suo stile raffinato, in particolare nelle opere di elogio dedicati ad illustri concittadini. Morì il 10 agosto 1782, all’età di 59 anni, dopo una breve malattia, lasciando un'eredità culturale che ancora oggi arricchisce il patrimonio della città di Catania e della Sicilia intera.

## Opere
- (LA) Esposizione del sagrosanto sacrifizio della messa, Catania, Gioacchino Pulejo, 1753, SBN PBEE007543.
- (LA) Collectio monumentorum quae ad tuenda Ecclesiae Catanensis jura eruit ritus, Palermo, Gaetano Maria Bentivegna, 1776, SBN CFIV041654.